# Голигон

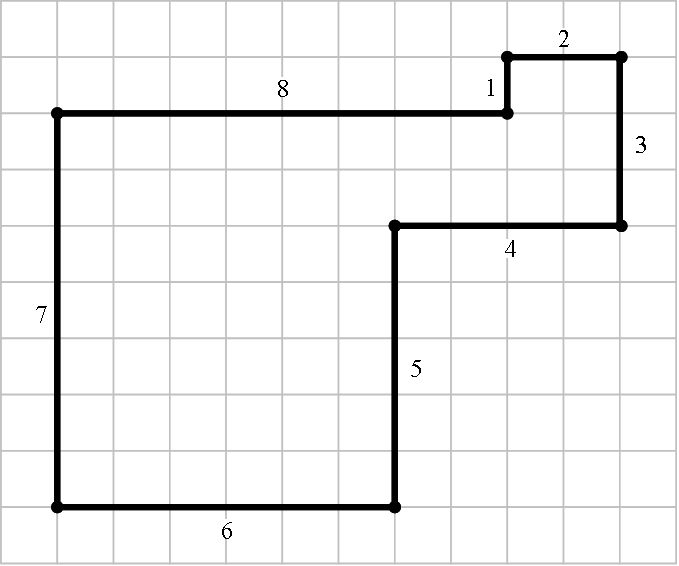
Пример простого 8-стороннего голигона

Голигон — это любой многоугольник, в котором все углы прямые, а длины сторон являются последовательными целыми числами (от 1 до n). Голигоны придумал (и дал им название) Ли Сэллоус, а популяризовал Александр Дьюдни в колонке 1990 года в журнале Scientific American . Вариации определения голигонов позволяют сторонам пересекаться, иметь в качестве длин сторон любые целые числа (не обязательно последовательные) и иметь углы, отличные от 90°.

## Свойства
В любом голигоне все горизонтальные стороны имеют одинаковую чётность, то же верно и для вертикальных сторон. Таким образом, число сторон n должно быть решением системы уравнений
{\displaystyle \pm 1\pm 3\cdots \pm (n-1)=0}
{\displaystyle \pm 2\pm 4\cdots \pm n=0.}
откуда следует, что n должно делиться на 8.
Число различных голигонов (с разрешением пересечения сторон) с заданным допустимым значением n можно вычислить эффективно с помощью генерирующих функций (последовательность A007219 в OEIS). Число голигонов для допустимых значений n равно 4, 112, 8432, 909288, и т. д.. Поиск числа голигонов с непересекающимися сторонами существенно более сложная задача.
Существует единственный восьмисторонний голигон (показан на рисунке). Этот голигон может замостить плоскость (с поворотом на 180 градусов, см. статью «Критерий Конвея»).

## Обобщения
Равноугольник с последовательными длинами сторон порядка n — это замкнутый многоугольник с постоянными углами в каждой вершине, имеющий последовательные длины сторон 1, 2, …, n. Многоугольник может иметь самопересечения.
Трёхмерное обобщение голигона называется голигранником — это замкнутое односвязное тело, ограниченное гранями кубической решётки с площадями граней 1, 2, …, n для некоторого целого числа n. Были найдены голигранники со значениями n, равными 32, 15, 12 и 11 (минимальное значение).